# Neatins de mâna omului
Untouched by Human Hands (Neatins de mâna omului)  este o colecție de povestiri științifico-fantastice umoristice  de Robert Sheckley din 1954. A fost publicată de Ballantine Books.
Conține povestirile (apărute inițial în revistele trecute între paranteze):
1. "The Monsters" (F&SF 1953/3)
2. "Cost of Living" (Galaxy 1952/12)
3. "The Altar" (Fantastic 1953/7&8)
4. "Keep Your Shape" (Galaxy 1953/11; cunoscută și ca "Shape")
5. "The Impacted Man" (Astounding 1952/12)
6. "Untouched by Human Hands" (Galaxy 1953/12; cunoscută și ca "One Man's Poison") (Neatins de mâini omenești)
7. "The King's Wishes" (F&SF 1953/7)
8. "Warm" (Galaxy 1953/6)
9. "The Demons" (Fantasy Magazine 1953/3)
10. "Specialist" (Galaxy 1953/5)
11. "Seventh Victim" (Galaxy 1953/4)
12. "Ritual" (Climax 1953; cunoscută și ca "Strange Ritual")
13. "Beside Still Waters" (Amazing 1953/10&11)

Câteva povestiri din acestă colecție au fost traduse în limba română și adunate în colecția Monștrii (1995) (alături de câteva povestiri din colecția Citizen in Space.